# Финал Кубка Англии по футболу 1904
Финал Кубка Англии 1904 года (англ. 1904 FA Cup Final) — футбольный матч, завершавший розыгрыш Кубка Англии сезона 1903/04. Он стал 33-м финалом Кубка Футбольной ассоциации, также известного как Кубок Англии, старейшего футбольного турнира в мире. Матч прошёл 23 апреля 1904 года на стадионе «Кристал Пэлас» в Лондоне. В нём встретились английские клубы «Манчестер Сити» и «Болтон Уондерерс». Победу в матче с минимальным счётом 1:0 одержал «Манчестер Сити» благодаря голу Билли Мередита. Для «Сити» Кубок Англии стал первым крупным трофеем в истории клуба.

## Перед матчем
Местом финала уже в десятый раз стал стадион «Кристал Пэлас» в Лондоне. Ни один из участников матча ранее не выигрывал Кубок Англии. «Болтон Уондерерс» выходил в финал в 1894 году, но проиграл «Ноттс Каунти» на «Гудисон Парк». «Манчестер Сити» же ранее не играл в финале этого турнира.
В первом раунде «Манчестер Сити» обыграл «Сандерленд» на «Хайд Роуд» со счётом 3:2. Во втором раунде был побеждён «Вулидж Арсенал» из Второго дивизиона. В четвертьфинале 30 022 зрителя пришли на домашний стадион «Сити» посмотреть за игрой против «Мидлсбро», но она завершилась вничью 0:0. В переигровке на «Эйрсом Парк» «Сити» выиграл со счётом 3:1. В полуфинале «Манчестер Сити» вструтился с клубом «Уэнсдей» на «Гудисон Парк», и обыграл его со счётом 3:0 благодаря «дублю» Сэнди Тернбулла и голу Билли Мередита.
«Болтон Уондерерс» в первом раунде обыграл «Рединг» только после переигровки. Во втором раунде со счётом 4:1 был побеждён «Саутгемптон». В третьем раунде «рысаки» на выезде обыграли «Шеффилд Юнайтед» со счётом 2:0 благодаря голам Сэма Марша и Билли Йенсон. В полуфинале с минимальным счётом был обыгран «Дерби Каунти».
До 1904 года в финалах Кубка Англии никогда не играли две команды из Ланкашира. В Лондон отправилось 30 000 болельщиков обеих команд из Ланкашира, из-за чего в прессе заговорили о «рекордах» северо-западных железнодорожных перевозок. Из-за недостатка мест в гостиницах несколько тысяч болельщиков спали на платформах вокзалов Юстон и Сент-Панкрас. В местах сосредоточения болельщиков была весёлая атмосфера, музыкальный коллектив Manchester Industrial Boys Band играл песню «Гайавата» (Hiawatha (A Summer Idyl)). В самом Лондоне матч не привлёк большого внимания со стороны местных жителей, так как в нём играли северные команды. Билеты на трибуны без крыши продавались по 5 шиллингов.
Приехав в Лондон, обе команды остановились в Западном Норвуде в пешей доступности от стадиона «Кристал Пэлас». «Манчестер Сити» прибыл в столицу 21 апреля, а день спустя приехал «Болтон Уондерерс», прибывший из тренировочного лагеря в Норбреке, Блэкпул. Лондонская газета Morning Leader отметила, что игроки «Манчестер Сити» выглядели «расслабленными» и больше походили не на футболистов, а на «команду по перетягиванию каната в отпуске».
Большинство спортивных обозревателей, включая корреспондента The Times, предсказывали победу «Манчестер Сити», так как команда хорошо выступала по ходу прошедшего сезона, заняв второе место в Первом дивизионе, тогда как «Болтон Уондерерс» на тот момент был средней командой Второго дивизиона. У «Манчестер Сити» не мог сыграть хавбек Билли Холмс, получивший травму в матче чемпионата против «Ноттингем Форест». Участие в игре нападающего «Сити» Джорджа Ливингстона также было под вопросом, но в итоге он смог сыграть. По сравнению с полуфинальными матчами Кубка Англии каждая команда сделала по одному изменению. У «Болтона» вместо травмированного Бойда в заявку попал Роберт Клиффорд, не игравший ни в одном из предыдущих раундов, а Арчи Фрибэрн был смещён на обычную позицию Бойда (на фланг) «для противодействия Мередиту». У «Манчестер Сити» Сэм Ашуэрт заменил Холмса. Обе команды использовали схему игры «2–3–5», стандартную для Англии того времени.

## Матч
В день матча в Лондоне была «хорошая погода», а на стадион пришло почти 62 тысячи зрителей. В числе зрителей были Премьер-министр Великобритании Артур Бальфур, министр по управлению британскими колониями Альфред Литтлтон, 
генеральный почтмейстер Лорд Стэнли и Лорд Киннэрд. Также матч посетили знаменитые крикетисты Уильям Гилберт Грейс, Гилберт Джессоп и Чарльз Берджесс Фрай, а также несколько членов сборной Австралии по крикету. На матче присутствовал и Уилли Мали, брат главного тренера «Манчестер Сити» Тома Мали и главный тренер шотландского «Селтика».
Игроки «Манчестер Сити» первыми выбежали на поле под руководством своего капитана Билли Мередита. «Сити» выиграл бросок монеты и выбрал играть в южной части поля в первом тайме, причём ветер дул игрокам «Сити» в спину. В начале матча игра была равной, репортёр Athletic News отметил: «Какое-то время сложно было выделить какую-то одну команду», но всё же «[подход] Манчестера был более систематичным и научным».
По прошествии примерно двадцати минут игры Джордж Ливингстон отдал пас с своего правого фланга, его получил Мередит, который затем прошёл Боба Страдерса и пробил в левый угол ворот «Болтона». Вратарь «рысаков» Даи Дейвис не смог отбить мяч, и «Сити» повёл в счёте. Некоторые репортёры, включая экс-тренера «Болтона» Джона Бентли, заявили, что Мередит находился в положении «вне игры» и поэтому гол не должен быть засчитан, хотя сами игроки «Болтона» не спорили с судьёй по этому поводу. Один из болельщиков «Манчестер Сити», празднуя гол своей команды, выскочил на поле, его поймали полицейские и вывели с поля. Sporting Chronicle сообщила, что ему впоследствии разрешили вернуться на трибуны, так как полиция была якобы «впечатлена уровнем его поддержки [своей команде], которую он демонстрировал».
Во втором тайме игроки «Болтон Уондерерс» чаще владели мячом (за исключением одного десятиминутного отрезка), но игроки «Сити» надёжно играли в обороне. Газета Manchester Evening News особо отметила в этом отношении Герберта Берджесса, снабдив репортаж таким комментарием: «[у «Манчестер Сити»] была весомая причина быть благодарным своему левому защитнику Берджессу... известный игрок сборной [Англии] провёл игру, в которой его редко кто-то мог обыграть». В газете Bolton Evening News было высказано иное мнение: репортёр заявил, что физическая манера игры Берджесса спровоцировала гнев со стороны зрителей. Ближе к концу игры «Болтон Уондерерс» перешёл к тактике длинного паса и «навала», но сравнять счёт так и не сумел. Лучший момент «рысаков» произошёл за пять минут до конца игры, когда удар Уолтера Уайта прошёл «в нескольких дюймах» от штанги «Манчестер Сити». Матч завершился победой «Сити» со счётом 1:0.

### Отчёт о матче
| Манчестер Сити | 1:0     | Болтон Уондерерс |
| -------------- | ------- | ---------------- |
| Мередит 23′    | (отчёт) |                  |

| Манчестер Сити | Болтон Уондерерс |

|            |    |                   |  |
|            |    |                   |  |
| Вр         | 1  | Джек Хиллман      |  |
| Защ        | 2  | Джонни Макмахоун  |  |
| Защ        | 3  | Герберт Берджесс  |  |
| Хав        | 4  | Сэмми Фрост       |  |
| Хав        | 5  | Томми Хиндз       |  |
| Хав        | 6  | Сэм Ашуэрт        |  |
| Нап        | 7  | Билли Мередит     |  |
| Нап        | 8  | Джордж Ливингстон |  |
| Нап        | 9  | Билли Гиллеспи    |  |
| Нап        | 10 | Сэнди Тернбулл    |  |
| Нап        | 11 | Фрэнк Бут         |  |
| Секретарь: |    |                   |  |
| Том Мали   |    |                   |  |

|                |    |                 |  |
|                |    |                 |  |
| Вр             | 1  | Даи Дейвис      |  |
| Защ            | 2  | Уолтер Браун    |  |
| Защ            | 3  | Боб Страдерс    |  |
| Хав            | 4  | Роберт Клиффорд |  |
| Хав            | 5  | Сэм Гринхол     |  |
| Хав            | 6  | Арчи Фрибэрн    |  |
| Нап            | 7  | Дэвид Стокс     |  |
| Нап            | 8  | Сэм Марш        |  |
| Нап            | 9  | Билли Йенсон    |  |
| Нап            | 10 | Уолтер Уайт     |  |
| Нап            | 11 | Арчи Тейлор     |  |
| Секретарь:     |    |                 |  |
| Джон Сомервилл |    |                 |  |

| - 90 минут основного времени. - 30 минут овертайма в случае необходимости. - Переигровка в случае необходимости. - Замены не предусмотрены. |

## После матча
Капитан «Манчестер Сити» Билли Мередит получил победный трофей Кубка Англии из рук Премьер-министра Великобритании Артура Бальфура. Алфред Литтлон произнёс короткую речь, похвалив игру обеих команд. Литтлон сам ранее был футболистом и сравнил прошедший матч с игрой между сборными Англии и Шотландии, в которой он принял участие в 1877 году. Он отметил, что финал продемонстрировал важность командной игры по сравнению с временами, когда «каждый играл сам за себя».
Большая часть зрителей вела себя культурно, хотя сообщалось о нескольких эпизодах беспорядков после матча, когда несколько молодых людей «с провинциальным акцентом» было задержано полицией в западном Лондоне за «пьяные беспорядки». Они были оштрафованы в среднем на 10 шиллингов каждый.
После победы игроки «Манчестер Сити» отправились не в Манчестер, а в Ливерпуль, где им предстояло провести последний матч сезона в Первом дивизионе против «Эвертона». «Сити» ещё имел шансы на завоевание чемпионского титула, но после проигрыша «Эвертону» на «Гудисон Парк» со счётом 0:1 команда заняла второе место, а чемпионом стал «Уэнсдей». Вечером после игры с «Эвертоном» игроки «Сити» прибыли в Манчестер и отправились к Манчестерской ратуше для начала праздничного парада по случаю победы в Кубке Англии. Сообщалось, что в параде приняло участие «в пять раз больше людей», чем присутствовало на недавнем визите в Манчестер принца и принцессы Уэльса.